# Sexy Love
Sexy Love (tạm dịch: Ái tình gợi cảm) là đĩa đơn thứ hai của T-ara nằm trong album tái bản Mirage, phiên bản của EP Day By Day. Ca khúc được phát hành ngày 3 tháng 9 năm 2012, do Shinsadong Tiger và Choi Kyu-sung viết lời và sản xuất bằng tiếng Hàn, Shoko Fujibayashi viết lại lời bằng tiếng Nhật. 

## Thông tin
Ngày 3 tháng 9, T-ara công bố thông tin cho mini-album mới Mirage và ca khúc chủ đề Sexy Love. Từ khi debut đến nay, T-ara đã sở hữu nhiều ca khúc với đủ phong cách khác nhau. Với bài hát mới Sexy Love, các cô gái sẽ có hình tượng và vũ đạo là rô-bốt.
Sexy Love là bản nhạc dance mang giai điệu electro-club, dễ gây nghiện. Động tác vũ đạo mạnh mẽ đậm chất robot. Ngoài ra, mini-album Mirage còn có ca khúc ballad Day and Night, là sản phẩm kết hợp giữa T-ara (Areum) và hai giọng ca Shannon và Gavy NJ. Các cô nàng T-ara còn phát hành MV "Sexy Love In Tokyo".

## Hoạt động quảng bá
Công ty quản lý Core Contents Media cho biết: MV cho ca khúc chủ đề Sexy Love chính thức ra mắt khán giả vào ngày 3/9. Sẽ có một phiên bản dance dài 15 phút là phần tiếp theo của drama Day By Day (thay thế Dani là thành viên Eunjung).
Sexy Love của T-ara sẽ lên sân khấu M! Countdown và Music Bank là vào ngày 6/9 và 7/9.

## Bảng xếp hạng
| Ca khúc   | Gaon Chart | K-pop Billboard |
| --------- | ---------- | --------------- |
| Sexy Love | 39         | 23              |